# Diocese de Tombura-Yambio

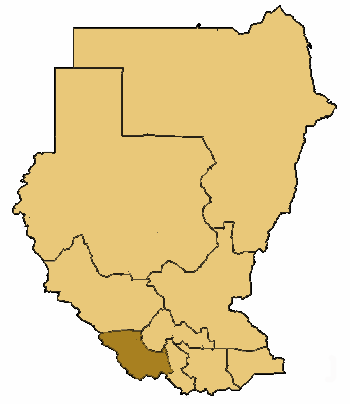
Localização da diocese no mapa

A Diocese de Tombura-Yambio (Latim: Dioecesis Tomburaënsis-Yambioensis) é uma diocese localizada na cidade de Tombura e Yambio pertencente á arquidiocese de Juba no Sudão do Sul. Foi fundada em 3 de março de 1949 por Pio XII. No ano de 2014 havia aproximadamente 1,0 milhão de batizados num total aproximado de 1,7 milhões de habitantes. Desde 2008 o bispo diocesano é Dom Edward Hiiboro Kussala. 

## Lista de bispos
A seguir uma lista de bispos da diocese desde sua fundação em 1949. 
- Dom Domenico Ferrara, (11 de março de 1949 – 18 de abril de 1973) renunciou
- Dom Joseph Abangite Gasi, (12 de dezembro de 1974 – 19 de abril de 2008) aposentou-se
- Dom Edward Hiiboro Kussala , desde (19 de abril de 2008)